# Salmos e Cânticos Espirituais
Salmos e Cânticos Espirituais é o terceiro álbum de estúdio do grupo brasileiro de música cristã Trazendo a Arca, sendo o sétimo contendo canções inéditas ao considerar os trabalhos lançados por seus membros no Toque no Altar, lançado em dezembro de 2009 de forma independente. Primeiro álbum conceitual da banda, é o último trabalho do grupo com todos os integrantes de sua formação original antes da saída dos vocalistas Davi Sacer e Verônica Sacer.
O álbum foi proposto pelo vocalista Davi Sacer à banda apenas dois meses depois do lançamento do projeto Pra Tocar no Manto e, diferentemente dos trabalhos anteriores do Trazendo a Arca, foi produzido pelo tecladista e integrante Ronald Fonseca em parceria com o pianista convidado Wagner Derek. As composições são todas baseadas no livro bíblico de Salmos, grande parte do qual escrito por Davi, rei de Israel, e em maior parte assinadas pelos próprios integrantes.
O projeto teve recepção menor do público em relação a trabalhos anteriores, incluindo o fato de ter sido lançado próximo a Pra Tocar no Manto e o primeiro álbum solo do vocalista Luiz Arcanjo. Apesar disso, recebeu avaliações favoráveis da crítica especializada e já foi definido, pelo cantor Davi Sacer, como um dos seus registros favoritos do Trazendo a Arca. Em 2016, álbum foi eleito o 96º melhor disco da década de 2000, de acordo com lista publicada pelo Super Gospel.
Meses após o lançamento de Salmos e Cânticos Espirituais, os cantores Davi Sacer e Verônica Sacer anunciaram a decisão de deixar a banda, alegando de que estavam "seguindo uma direção de Deus". Com isso, o álbum foi executado em shows sob a voz do vocalista Luiz Arcanjo. Como um quinteto, a banda utilizou o repertório do disco para a gravação do seu primeiro DVD internacional, Live in Orlando, lançado em 2011.

## Antecedentes
Antes do lançamento de Pra Tocar no Manto, o Trazendo a Arca já planejava lançar um álbum baseado nos salmos bíblicos. Em uma entrevista do vocalista Luiz Arcanjo ao Troféu Talento em 2009, o músico declarou que a banda tinha vários projetos, incluindo um trabalho devocional com base no livro bíblico.
Após o lançamento da obra anterior em junho de 2009, o grupo anunciou uma turnê nos Estados Unidos, prevista para o início de 2010, onde a banda passaria por várias cidades norte-americanas. Na época, Luiz Arcanjo também participou da gravação de À Espera de um Milagre, álbum de Ton Carfi, cantando "Abro mão" e "Sobre as Águas".
Desejando que o Trazendo a Arca tivesse um compromisso de trazer à existência o projeto de um novo disco baseado nos Salmos, Davi Sacer decidiu tomar uma decisão: ligou para o responsável do site do grupo e lhe disse que colocasse um anúncio na página, avisando ao público que naquele ano, sairia um novo trabalho baseado em tal livro bíblico. Foi publicado o anúncio, assinado por Paulo Medeiros, referindo já um provável título do disco, que se intitularia Salmos, Hinos e Cânticos Espirituais. Quando os outros integrantes do Trazendo a Arca viram o banner na página, ligaram para Sacer, questionando-o sobre os motivos da publicação da notícia. O próprio refere que respondeu: "[...] coloquei lá porque assim teremos o compromisso de fazer, se não nunca faremos."
Ainda na fase de promoção de Pra Tocar no Manto, a banda encontrava-se em plena atividade, e inclusive alguns de seus membros estavam trabalhando em projetos paralelos. Isaac Ramos, guitarrista do Trazendo a Arca, participava da gravação de Sérgio Lopes Acústico, um álbum do cantor Sérgio Lopes, num evento ao vivo que seria realizado em 31 de agosto de 2009. Luiz Arcanjo também estava preparando seu primeiro trabalho a solo que seria igualmente lançado em dezembro daquele ano.

## Composição e gravação

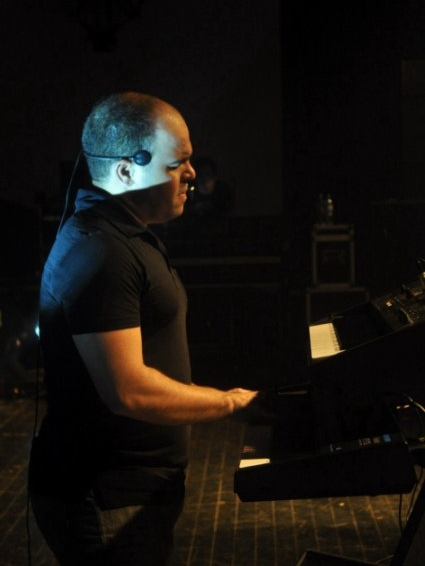
Ronald Fonseca compôs "Me Levanta com Tua Destra", além de produzir Salmos e Cânticos Espirituais.

Iniciando o processo de composição, os membros do Trazendo a Arca começaram a trabalhar na leitura do livro de Salmos, lendo simultaneamente várias traduções da bíblia de forma a que as canções fossem o mais fidedignas possível à mensagem contida no livro e selecionando os capítulos a serem musicados.
Em uma entrevista de Davi Sacer ao site "Guia-me", em setembro daquele ano, o compositor declarava que o grupo já estava musicalizando os salmos da obra, declarando que estava satisfeito com o trabalho produzido até então. No mesmo mês, o Trazendo a Arca promoveu uma série de eventos em várias partes do país, como Rio de Janeiro, São Paulo e Sergipe, participando de cultos em várias igrejas, arrecadações beneficentes e concertos.
O álbum foi gravado no estúdio Peniel em outubro daquele ano, onde a banda gravou primeiramente os instrumentos e depois as vozes. Diferentemente dos demais trabalhos do Trazendo a Arca, Ronald Fonseca não atuou sozinho como produtor musical, mas fazendo uma parceria com o músico Wagner Derek, também pianista como Ronald, e que chegou a assinar alguns arranjos de Pra Tocar no Manto. O grupo trabalhou ainda com quatro cantores que formaram parte do vocal de apoio, sendo um deles Rafael Novarine, vocalista do grupo Unção de Deus. Toney Fontes trabalhou na masterização e Samuel Júnior mixou e foi o técnico de estúdio da obra; para o disco o Trazendo a Arca contou com uma orquestra de cordas, composta por dois violinistas e violistas, além dos próprios integrantes do grupo, tendo Davi Sacer, Verônica Sacer e Luiz Arcanjo nos vocais, Isaac Ramos na guitarra e violão, André Mattos na bateria, Deco Rodrigues no baixo e Ronald Fonseca no piano e produção musical.
No dia 28 daquele mês, Luiz Arcanjo divulgava cenas da gravação no estúdio, cantando a canção "Preparado Está". No vídeo, o cantor declarava que os membros da banda estavam se identificando com as canções escritas para o trabalho, e já o intitulou com Salmos e Cânticos Espirituais, o nome o qual a obra teria, em seu lançamento.
O projeto gráfico foi produzido pelo músico e designer David Cerqueira, que usou tonalidades parecidas à papéis antigos. Em tal projeto, há a imagem de todos os integrantes da banda, com letras e autoria de cada canção. Em sua parte principal, contém o logotipo da banda na direita superior, o título da obra ao meio, um papel escrito ao fundo e uma rosa em sua direita inferior.

## Estilo musical

### Sonoridade
Salmos e Cânticos Espirituais segue a linha musical deixada por seu antecessor, porém traz peculiaridades em relação à obra anterior e todas já produzidas pelo Trazendo a Arca. O trabalho não conta com nenhum naipe de metais e captações ao vivo. Em relação à Pra Tocar no Manto, o trabalho conta com uma presença maior da guitarra e dos pianos. Também há de se destacar a parceria de Ronald Fonseca e Wagner Derek na produção musical e arranjos. Além disso, um fato que o distingue de todos os trabalhos feitos pelo Trazendo a Arca é o de ser conceitual e ter Verônica Sacer atuando como única vocalista em uma canção, algo que nunca havia ocorrido em nenhuma canção da banda.
O disco possui influência direta do canto congregacional, gênero muito presente em igrejas. Entretanto, mescla outras sonoridades. A melodia de "Reina o Senhor", por exemplo é um pop rock onde ocorre um groove de bateria e baixo, além de ter toques da guitarra e do piano formando uma sonoridade animada e dançante. A faixa seguinte, "Se não fosse o Senhor" é uma canção pop em formato de balada que contém um solo de guitarra.
Chegando a um momento mais lento, é reproduzida "Nosso Deus é Santo", outra balada que se destaca pelos vocais de apoio presentes na canção. O piano, executado por Wagner Derek em conjunto com os arranjos de cordas em sua introdução são a base da melodia de "Por que Te Abates", e na faixa "Em Ti Esperarei" a densidade e a dinâmica dos arranjos se destacam em sua sonoridade.
Outra combinação do arranjo de cordas e do piano, desta vez com uma presença maior da guitarra está em "Preparado Está". "Ouve Oh! Deus" é marcada pela voz de Verônica Sacer, numa canção que contém uma métrica melódica diferenciada das faixas anteriores. O som cadenciado da bateria e repercussivo da guitarra diferencia "Te Busco Ansiosamente" das demais. "Contigo Habitarei" contém o tradicional arranjo de cordas.
Diferente das demais, "Aquele que Habita" é um soul, em que a guitarra é executada em pizzicato e um piano Rhodes que executa as estrofes. Em contraste à anterior, o piano é a base de "Me Levanta com Tua Destra". De autoria de Ronald Fonseca, a canção contém um vocal melódico aliados à interpretação de Davi Sacer.

### Letras

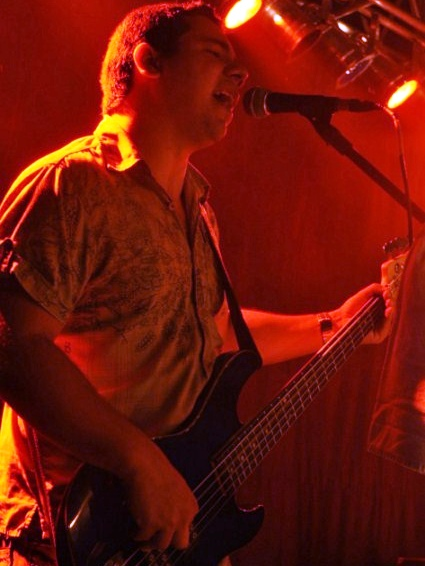
Deco Rodrigues escreveu algumas canções de Salmos e Cânticos Espirituais.

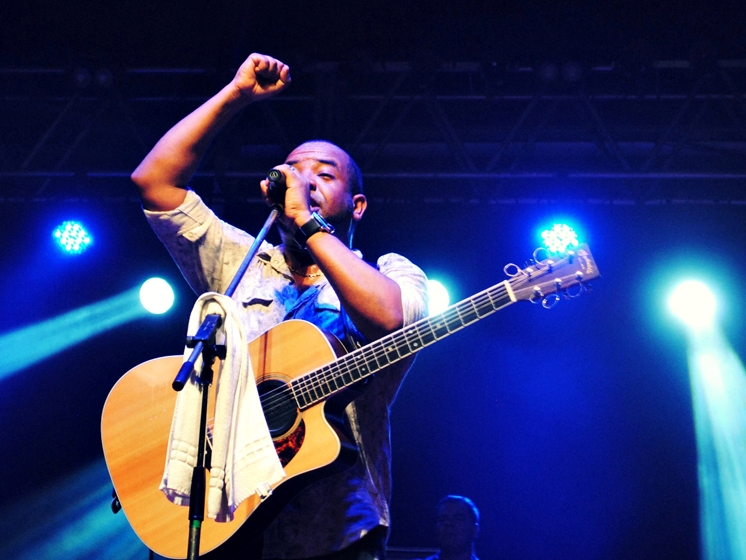
Luiz Arcanjo escreveu grande parte das canções da obra, além de atuar como vocalista.

As letras de Salmos e Cânticos Espirituais unem temas diversificados contidos em vários salmos bíblicos. Musicadas em grande parte pelos vocalistas Luiz Arcanjo e Davi Sacer em parceria com o pianista Ronald Fonseca e o baixista Deco Rodrigues, a obra cita em suas letras vários momentos bíblicos sem deixar de ser temático, salmodiando em todas as canções.
Um das situações bíblicas interpretadas através da oração de Davi é registrada em "Me Levanta com Tua Destra", onde o personagem bíblico realiza uma oração de humilhação e confiança em Deus por conta do adultério cometido com Bate-Seba. A paráfrase do Trazendo a Arca deu ênfase às declarações de arrependimento em si, fazendo com que se tornasse um cântico de arrependimento e confissão.
O Salmo 124, também chamado de Cântico dos degraus é um louvor de agradecimento à Deus num momento de conflito, onde o salmista expõe palavras declarando que Deus é o libertador no momento do perigo, usando várias comparações, como uma armadilha para capturar pássaros, mas Deus age em favor do oprimido na situação. Tal salmo foi musicado e parafraseado por Luiz Arcanjo, que por sua vez o batizou de "Se não fosse o Senhor". Quando esteve no deserto de Judá, Davi escreveu o Salmo 63, onde ele declara que sua alma é dependente de Deus. Jamba e Davi Sacer o usaram como base para criar a canção "Te Busco Ansiosamente".
O Salmo 23 é o mais popular de todos que contém em seu livro. Escrito por Davi num momento de dificuldade, recebeu uma versão em "Contigo Habitarei", escrita por Davi Sacer e Jamba. O também conhecido Salmo 91 foi inspiração para Livingston Farias escrever "Aquele que Habita", um texto profético messiânico.
"Por que Te Abates", escrita pelos músicos Luiz Arcanjo e Davi Sacer é baseada no Salmo 42. O autor do texto demonstra sua tristeza e sede por Deus. Entretanto, ele diz à sua alma que espere e confie em Deus, e declara que ainda louvará à Deus por Sua salvação. Assim como o Salmo anterior, uma das mensagens do 27 é esperar e confiar em Deus, e com base em tal passagem bíblica os cantores Luiz e Davi compuseram "Em Ti Esperarei".
Davi foi o autor do Salmo 61, um clamor e louvor em exaltação à Deus, declarando que ele é refúgio e proteção contra seus inimigos. Parafraseada por Luiz, Davi e Deco Rodrigues, recebeu o título de "Ouve Oh! Deus". O Salmo 108, também de Davi conta que seu coração está preparado para louvá-lo desde seu acordar pelas manhãs, além de exaltá-lo. Com base em tal parte bíblia, Luiz, Davi e Deco escreveram "Preparado Está". Um cântico de exaltação à Deus é encontrado no Salmo 99, ao qual Luiz Arcanjo e Deco Rodrigues encontraram inspiração para escrever "Reina o Senhor".
A única canção que não foi parafraseada em um salmo foi "Nosso Deus é Santo". Davi Sacer contou em uma entrevista que foi escrita por ele em parceria com o Luiz Arcanjo. O músico disse que expressar louvor à Deus é salmodiar, e na opinião dele qualquer pessoa pode fazer isso. Então, os dois a batizaram de Salmo 151, e disse, na época que espera que não desse nenhuma polêmica.

## Lançamento e divulgação

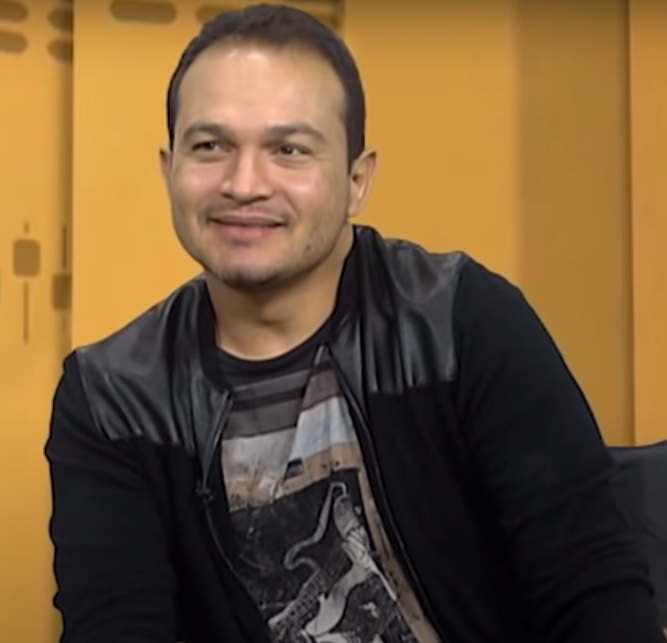
Ao lado de Verônica, Davi Sacer deixou a banda cinco meses após o lançamento do álbum.

Após ir para a fábrica em novembro, Salmos e Cânticos Espirituais chegou às lojas no início de dezembro com uma tiragem inicial de sessenta mil cópias. Logo a banda anunciou em sua página oficial na internet a chegada do produto em lojas de todo o Brasil. A partir de sua distribuição, as rádios cristãs já passaram a executar algumas faixas da obra, como "Em Ti Esperarei" e "Por que Te Abates". Mesmo sendo uma produção totalmente independente, o disco chegou a vender mais de duzentas mil cópias no Brasil, segundo Wagner Derek.
Logo após o lançamento de Pra Tocar no Manto, o Trazendo a Arca divulgou que seria realizada uma turnê internacional em direção aos Estados Unidos para divulgar o disco em locais como Nova Iorque, Atlanta, Boston e Califórnia. Porém com o lançamento de Salmos e Cânticos Espirituais a banda incluiu algumas de suas canções no repertório.
Na época, Davi Sacer concedeu uma entrevista ao Troféu Talento. Na ocasião, comentou o que achava do novo trabalho e como foi idealizado. Segundo ele, o projeto tinha como objetivo trazer uma imagem atual para os Salmos bíblicos, e o músico declarou estar satisfeito com o resultado. Sacer também adiantou algo sobre um futuro DVD que ele e o grupo planejavam gravar, unido o repertório de Salmos e Cânticos Espirituais e Pra Tocar no Manto em alguma cidade da região nordeste do Brasil, em contraponto aos registros antecessores, gravados em São Paulo e Rio de Janeiro.
No entanto, segundo os integrantes do grupo, a sucessão de lançamentos exigia da banda, que não tinha gravadora, dispor tempo com vendas de álbuns. Com isso, o grupo passou a pensar na possibilidade de fechar contrato com alguma gravadora. Segundo o tecladista Ronald Fonseca, foram recebidos convites de grandes gravadoras. Uma delas foi a MK Music, que chegou a ser visitada em março por Davi, Verônica Sacer, Ronald Fonseca e Luiz Arcanjo. No entanto, a banda tinha receio. Ronald chegou a dizer em "uma preocupação de ir para um lugar que quisesse nos mudar, ou nos moldar, mudando a nossa essência".
Durante o processo de procura por uma gravadora, em 10 de abril, Davi e Verônica Sacer anunciaram a saída da banda pelo Twitter, com a justificativa de que estavam seguindo "uma direção de Deus". O Trazendo a Arca liberou um comunicado em seu site, afirmando que os músicos estavam seguindo carreira solo e que "tal decisão tem a total aprovação" dos integrantes remanescentes.
Com a saída do casal Sacer, e com um fechamento de contrato com a Graça Music no final do mês de abril, Salmos e Cânticos Espirituais passou a ser distribuído pela gravadora carioca.
No dia 20 de maio, a banda foi para o Continente Europeu para iniciar uma turnê, onde permaneceu até o primeiro dia de junho, passando por quatro países: Portugal, Espanha, Itália, Suíça e Inglaterra, apresentando-se em cidades como Madrid, Milão, Lugano, Genebra, Londres, dentre outras. Após isso, a banda voltou ao Brasil, onde realizou uma série de eventos e se dedicou para a gravação de um futuro álbum, que mais tarde seria chamado de Entre a Fé e a Razão e seria lançado em dezembro daquele ano.
O disco foi lançado digitalmente, juntamente com outras obras da discografia do Trazendo a Arca, em 2012, pelo selo Digital Music.

### Live in Orlando
Na noite de 30 de julho de 2011, na Primeira Igreja Batista de Orlando, Flórida, foi realizada a gravação de Live in Orlando, o primeiro DVD internacional do Trazendo a Arca. Acompanhado por um coral de 200 vozes, o grupo cantou as principais músicas dos álbuns Pra Tocar no Manto, Entre a Fé e a Razão e Salmos e Cânticos Espirituais, sendo que "Reina o Senhor", "Nosso Deus é Santo", "Por que Te Abates" e "Em Ti Esperarei" foram as escolhidas do álbum Salmos e Cânticos Espirituais para o DVD. O evento reuniu mais de três mil pessoas, com entrada franca.

## Recepção
| Críticas profissionais | Críticas profissionais |
| Avaliações da crítica  | Avaliações da crítica  |
| Fonte                  | Avaliação              |
| ---------------------- | ---------------------- |
| Super Gospel           | [ 38 ]                 |
| O Propagador           | [ 39 ]                 |

Salmos e Cânticos Espirituais foi alvo de duas críticas da mídia especializada, ambas favoráveis. O guia discográfico do O Propagador atribuiu três estrelas e meio de cinco para o disco, afirmando que é um trabalho "mais festivo que o anterior" e "uma vitrine para um grupo que faz muitas músicas de cunho congregacional". Citou, também, a parceria com Wagner Derek, com o destaque de "Por que Te Abates" e "Me Levanta Com Tua Destra" como as melhores do disco, especialmente a última, caracterizada pelas execuções de piano de Ronald Fonseca.
O Super Gospel, em análise contemporânea ao lançamento, não incluiu nota. Roberto Azevedo descreveu canção por canção e destacou o solo de guitarra em "Se não fosse o Senhor", a condução vocal do arranjo de "Nosso Deus é Santo", a execução do piano em "Por que Te Abates", dizendo que a melodia da faixa é uma das mais belas do repertório. Azevedo também elogiou os arranjos de "Em Ti Esperarei" e "Preparado Está" e a interpretação de Luiz Arcanjo nesta última.
Roberto também destacou a interpretação de Verônica Sacer em "Ouve Oh! Deus", chamando o fato como uma novidade. "Contigo Habitarei" e "Aquele que Habita" foram avaliadas como parte do melhor do repertório. O crítico ainda elogiou a letra e os vocais contidos em "Me Levanta com Tua Destra" e som percussivo e cadenciado de "Te Busco Ansiosamente". Em uma crítica retrospectiva da discografia da banda, o projeto recebeu quatro estrelas de cinco do portal com a avaliação de que "Salmos e Cânticos Espirituais não existiria sem a iniciativa de Davi Sacer. Um lado experimental do cantor, consiste num esforço coletivo que, musicalmente, é ainda mais variado que o [álbum] anterior".

## Legado

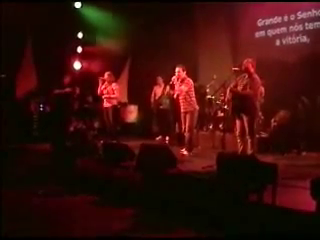
Salmos e Cânticos Espirituais foi o último álbum inédito da formação original do Trazendo a Arca.

Salmos e Cânticos Espirituais foi um sucesso menor do Trazendo a Arca, mas o álbum manteve um status de aceitação entre público, crítica e pelos próprios integrantes do grupo. Logo após deixar o Trazendo a Arca, ainda em 2011, Davi Sacer citou o álbum como um dos seus momentos marcantes na banda e disse: "inclusive gosto muito". Em 2019, ao comemorar 15 anos de trajetória artística, o músico lançou o álbum 15 Anos, apenas com canções gravadas com o Trazendo a Arca, e "Em Ti Esperarei" foi inclusa no repertório. Em 2013, Luiz Arcanjo chegou a dizer que tinha planos de fazer, um dia, uma continuação do projeto.
Em uma visão retrospectiva, Salmos e Cânticos Espirituais foi eleito pelo Super Gospel como o 96º melhor disco da década de 2000 em lista publicada no ano de 2016, sob o argumento de que "com aspecto mais experimental e centrado em composições intimistas, a roupagem do livro de Salmos mostra um Trazendo a Arca descontraído, mas eficiente". O mesmo portal, em outro texto, afirma que a produção do álbum trouxe novamente a participação de Davi Sacer na participação criativa da banda, já que Pra Tocar no Manto teve repertório assumido de forma mais crescente por Arcanjo. É dito que "quando o conjunto fez Salmos e Cânticos Espirituais, sob incentivo de Sacer, era uma forma de retomar, com salmos musicados, parte do conceito de invisible band". O disco ficou marcado como a última obra inédita lançada pelo Trazendo a Arca em sua formação original.
"Em Ti Esperarei", ao longo do tempo, se tornou a faixa mais importante do álbum e chegou a ser regravada, em 2019, pelo grupo Louvor Aliança. Na reunião do Trazendo a Arca com Davi Sacer no álbum O Encontro (2020), foi a única canção de Salmos e Cânticos Espirituais escolhida. Além disso, é a faixa que representa o álbum no projeto Español, com o título "En Ti esperaré".

## Faixas
Abaixo listam-se as faixas e seus respectivos títulos, autores, durações e vocais:
| N.º            | Título                                 | Compositor(es)              | Vocais         | Duração |  |
| 1.             | "Reina o Senhor" (Salmo 99)            | Luiz Arcanjo Deco Rodrigues | Davi Sacer     | 4:10    |  |
| 2.             | "Se não fosse o Senhor" (Salmo 124)    | Arcanjo                     | Luiz Arcanjo   | 4:09    |  |
| 3.             | "Nosso Deus é Santo" (Salmo 151)       | Jamba Arcanjo Davi Sacer    | Davi Sacer     | 4:30    |  |
| 4.             | "Por que Te Abates" (Salmo 42)         | Arcanjo Sacer               | Luiz Arcanjo   | 4:07    |  |
| 5.             | "Em Ti Esperarei" (Salmo 27)           | Arcanjo Sacer               | Davi Sacer     | 5:14    |  |
| 6.             | "Preparado Está" (Salmo 108)           | Arcanjo Sacer Rodrigues     | Luiz Arcanjo   | 4:26    |  |
| 7.             | "Ouve Oh! Deus" (Salmo 61)             | Arcanjo Sacer Rodrigues     | Verônica Sacer | 3:11    |  |
| 8.             | "Contigo Habitarei" (Salmo 23)         | Sacer Jamba                 | Davi Sacer     | 4:48    |  |
| 9.             | "Aquele que Habita" (Salmo 91)         | Livingston Farias           | Luiz Arcanjo   | 3:28    |  |
| 10.            | "Me Levanta com Tua Destra" (Salmo 32) | Ronald Fonseca              | Davi Sacer     | 8:23    |  |
| 11.            | "Te Busco Ansiosamente" (Salmo 63)     | Jamba Sacer                 | Luiz Arcanjo   | 4:37    |  |
| Duração total: | Duração total:                         | Duração total:              | Duração total: | 51:11   |  |

## Salmos e Cânticos Espirituais - Playback
Salmos e Cânticos Espirituais - Playback é uma versão em playback instrumental trabalhada a partir do álbum original, onde as vozes de Davi, Verônica e Luiz foram retiradas para que seja utilizado como karaokê pelo ouvinte, sendo que os vocais de apoio foram mantidos na obra. Na edição, contém todas as faixas do trabalho principal em sua gravação original, tendo assim os mesmos músicos e técnicos envolvidos no projeto em playback quanto no principal. Salmos e Cânticos Espirituais - Playback só foi lançado dois anos depois da obra original, em janeiro de 2012. O encarte frontal de tal versão é diferente do original, tendo uma faixa escrita play back.
| Salmos e Cânticos Espirituais - Playback |                                        |                                           |         |  |
| N.º                                      | Título                                 | Compositor(es)                            | Duração |  |
| 1.                                       | "Reina o Senhor" (Salmo 99)            | Luiz Arcanjo e Deco Rodrigues             | 4:10    |  |
| 2.                                       | "Se não fosse o Senhor" (Salmo 124)    | Luiz Arcanjo                              | 4:09    |  |
| 3.                                       | "Nosso Deus é Santo" (Salmo 151)       | Jamba, Luiz Arcanjo e Davi Sacer          | 4:30    |  |
| 4.                                       | "Por que Te Abates" (Salmo 42)         | Luiz Arcanjo e Davi Sacer                 | 4:07    |  |
| 5.                                       | "Em Ti Esperarei" (Salmo 27)           | Luiz Arcanjo e Davi Sacer                 | 5:14    |  |
| 6.                                       | "Preparado Está" (Salmo 108)           | Luiz Arcanjo, Davi Sacer e Deco Rodrigues | 4:26    |  |
| 7.                                       | "Ouve Oh! Deus" (Salmo 61)             | Luiz Arcanjo, Davi Sacer e Deco Rodrigues | 3:11    |  |
| 8.                                       | "Contigo Habitarei" (Salmo 23)         | Davi Sacer e Jamba                        | 4:48    |  |
| 9.                                       | "Aquele que Habita" (Salmo 91)         | Livingston Farias                         | 3:28    |  |
| 10.                                      | "Me Levanta com Tua Destra" (Salmo 32) | Ronald Fonseca                            | 8:23    |  |
| 11.                                      | "Te Busco Ansiosamente" (Salmo 63)     | Jamba e Davi Sacer                        | 4:37    |  |
| Duração total:                           | Duração total:                         | Duração total:                            | 51:10   |  |

## Ficha técnica
Abaixo listam-se os músicos e técnicos envolvidos na produção de Salmos e Cânticos Espirituais:
Banda
- Luiz Arcanjo – vocais
- Davi Sacer – vocais
- Verônica Sacer – vocais
- Ronald Fonseca – pianos, arranjos e produção musical
- André Mattos – bateria
- Isaac Ramos – guitarra, violão
- Deco Rodrigues – baixo

Músicos convidados
- Wagner Derek – produção musical, arranjo e piano
- Cecília Mendes – viola
- Ricardo Santoro – viola
- Ricardo Amado – violino
- Tomaz Soares – violino
- Rafael Novarine – vocal de apoio
- Fernanda Correa – vocal de apoio
- Alice Avlis – vocal de apoio
- Dennis Cabral – vocal de apoio

Equipe técnica
- Samuel Júnior – técnico de estúdio e mixagem
- Toney Fontes – masterização